# 88 ق هـ
88 ق هـ هي السنة الثامنة والثمانون السابقة للهجرة النبوية، وهي توافق ما بين سنتي 536 و537 حسب التقويم الميلادي، أي أنها بدأت في سنة 536م وانتهت في سنة 538م.

## مواليد
- سعيد بن العاص بن أمية